# Pamproux
Pamproux és un municipi francès situat al departament de Deux-Sèvres i a la regió de la Nova Aquitània. L'any 2007 tenia 1.671 habitants.

## Demografia

### Població
El 2007 la població de fet de Pamproux era de 1.671 persones. Hi havia 696 famílies de les quals 183 eren unipersonals (85 homes vivint sols i 98 dones vivint soles), 244 parelles sense fills, 212 parelles amb fills i 57 famílies monoparentals amb fills.
La població ha evolucionat segons el següent gràfic:
Habitants censats

### Habitatges
El 2007 hi havia 826 habitatges, 700 eren l'habitatge principal de la família, 54 eren segones residències i 72 estaven desocupats. 787 eren cases i 37 eren apartaments. Dels 700 habitatges principals, 543 estaven ocupats pels seus propietaris, 144 estaven llogats i ocupats pels llogaters i 12 estaven cedits a títol gratuït; 33 tenien dues cambres, 82 en tenien tres, 220 en tenien quatre i 365 en tenien cinc o més. 570 habitatges disposaven pel capbaix d'una plaça de pàrquing. A 320 habitatges hi havia un automòbil i a 294 n'hi havia dos o més.

### Piràmide de població
La piràmide de població per edats i sexe el 2009 era:
| Homes | Edats   | Dones |
| ----- | ------- | ----- |
| 8     | 95 o +  | 0     |
| 4     | 90 a 94 | 28    |
| 4     | 85 a 89 | 48    |
| 8     | 80 a 84 | 36    |
| 40    | 75 a 79 | 36    |
| 52    | 70 a 74 | 80    |
| 40    | 65 a 69 | 36    |
| 44    | 60 a 64 | 40    |
| 52    | 55 a 59 | 64    |
| 56    | 50 a 54 | 60    |
| 68    | 45 a 49 | 72    |
| 36    | 40 a 44 | 68    |
| 36    | 35 a 39 | 40    |
| 68    | 30 a 34 | 56    |
| 12    | 25 a 29 | 28    |
| 52    | 20 a 24 | 48    |
| 24    | 15 a 19 | 44    |
| 48    | 10 a 14 | 48    |
| 40    | 5 a 9   | 32    |
| 28    | 0 a 4   | 36    |

## Economia
El 2007 la població en edat de treballar era de 997 persones, 695 eren actives i 302 eren inactives. De les 695 persones actives 633 estaven ocupades (360 homes i 273 dones) i 62 estaven aturades (20 homes i 42 dones). De les 302 persones inactives 121 estaven jubilades, 79 estaven estudiant i 102 estaven classificades com a «altres inactius».

### Ingressos
El 2009 a Pamproux hi havia 727 unitats fiscals que integraven 1.678,5 persones, la mediana anual d'ingressos fiscals per persona era de 15.813 €.

### Activitats econòmiques
Dels 63 establiments que hi havia el 2007, 1 era d'una empresa extractiva, 3 d'empreses alimentàries, 1 d'una empresa de fabricació de material elèctric, 5 d'empreses de fabricació d'altres productes industrials, 8 d'empreses de construcció, 14 d'empreses de comerç i reparació d'automòbils, 4 d'empreses de transport, 2 d'empreses d'hostatgeria i restauració, 1 d'una empresa d'informació i comunicació, 4 d'empreses financeres, 10 d'empreses immobiliàries, 3 d'empreses de serveis, 5 d'entitats de l'administració pública i 2 d'empreses classificades com a «altres activitats de serveis».
Dels 14 establiments de servei als particulars que hi havia el 2009, 1 era una oficina de correu, 1 una oficina bancària, 1 funerària, 1 taller de reparació d'automòbils i de material agrícola, 5 paletes, 1 guixaire pintor, 1 fusteria, 1 lampisteria, 1 perruqueria i 1 restaurant.
Dels 8 establiments comercials que hi havia el 2009, 1 era una botiga de menys de 120 m², 2 fleques, 1 una carnisseria, 1 una peixateria, 1 una botiga d'equipament de la llar i 2 floristeries.
L'any 2000 a Pamproux hi havia 56 explotacions agrícoles que ocupaven un total de 3.366 hectàrees.

## Equipaments sanitaris i escolars
L'únic equipament sanitari que hi havia el 2009 era una farmàcia.
El 2009 hi havia 1 escola maternal integrada dins d'un grup escolar amb les comunes properes formant una escola dispersa i 1 escola elemental integrada dins d'un grup escolar amb les comunes properes formant una escola dispersa. Pamproux disposava d'un col·legi d'educació secundària amb 127 alumnes.

## Poblacions més properes
El següent diagrama mostra les poblacions més properes.